# Österreichischer Lloyd
Österreichischer Lloyd je bila največja avstro-ogrska pomorska družba. Ustanovljena je bila leta 1833 v Trstu, kjer je tudi bil sedež družbe. Podjetje je opravljalo ladje, kot so SS Baron Gaustch, SS Prinz Hohelhone in SS Baron Bruck. Bila je zelo uspešna pomorska družba. 
Kot rezultat propada Avstro-Ogrske po koncu prve svetovne vojne, je podjetje prešlo v italijanske roke. Operacije so se nadaljevale v tržaškem pristanišču pod imenom Lloyd Triestino, ki se je 1. marca 2006 preimenovalo v Italia Marittima. Zdaj je podjetje del skupine Evergreen.